# 모비미엔토 에스투디안틸
모비미엔토 에스투디안틸(스페인어: Movimiento estudiantil)은 1968년 멕시코에서 벌어졌던 일련의 사회운동을 가리키는 용어이다. 해외에서는 1968년 멕시코 운동 또는 1968년 멕시코 학생 운동이라고 부르기도 한다. 1968년 7월 2일부터 발생한 이 운동은 1968년 하계 올림픽 유치 이후 멕시코 정부가 올림픽 시설을 무리하게 지은 것이 학생 운동의 주요 원인이다. 학생 운동에 참여한 대학에는 멕시코 국립자치대학교, 멕시코 국립폴리텍대학 등 멕시코 내 여러 대학교는 1968년 8월 2일 전국파업협의회를 결성했다.
국가 생활의 광범위한 변화를 위해 멕시코 국민들을 동원하려는 노력은 노동자, 농민, 주부, 상인, 지식인, 예술가, 교사 등 멕시코 시민 사회의 많은 사람들에서 지지를 받았다. 이 운동은 멕시코의 구스타보 디아스 오르다즈 대통령과 멕시코 정부에게 더 넓은 문제들을 요구하고 있었다. 멕시코의 1968년 운동에 영향을 미친 1968년의 세계적인 시위들이 있었다. 멕시코에서의 요구는 국가의 민주적인 변화, 더 많은 정치적인 그리고 시민적인 자유, 불평등의 감소 그리고 그들이 권위주의적이라고 생각했고 그 때까지 약한 정치적인 반대와 함께 1929년부터 멕시코를 통치했던 제도혁명당(PRI)의 정부의 퇴진에 대한 것이었다. 1968년 10월 2일, 정부는 일련의 대규모 시위를 통해 정치 운동을 격렬하게 진압하고 평화 시위 참가자들을 학살하는 이른바 틀라텔롤코 학살로 멕시코의 사회운동을 탄압했다. 그럼에도 불구하고 1968년 멕시코 내 학생 운동은 멕시코의 정치적, 문화적 삶에 지속적인 변화를 가져왔다.

## 같이 보기
- 멕시코의 기적
- 더러운 전쟁 (멕시코)